# Gare de Coutances
Gare de Coutances – stacja kolejowa w Coutances, w departamencie Manche, w regionie Normandia, we Francji.
Została otwarta w 1878 roku przez Compagnie des chemins de fer de l'Ouest. Jest stacją Société nationale des chemins de fer français (SNCF), obsługiwaną przez pociągi TER Basse-Normandie.